# Cortapuros

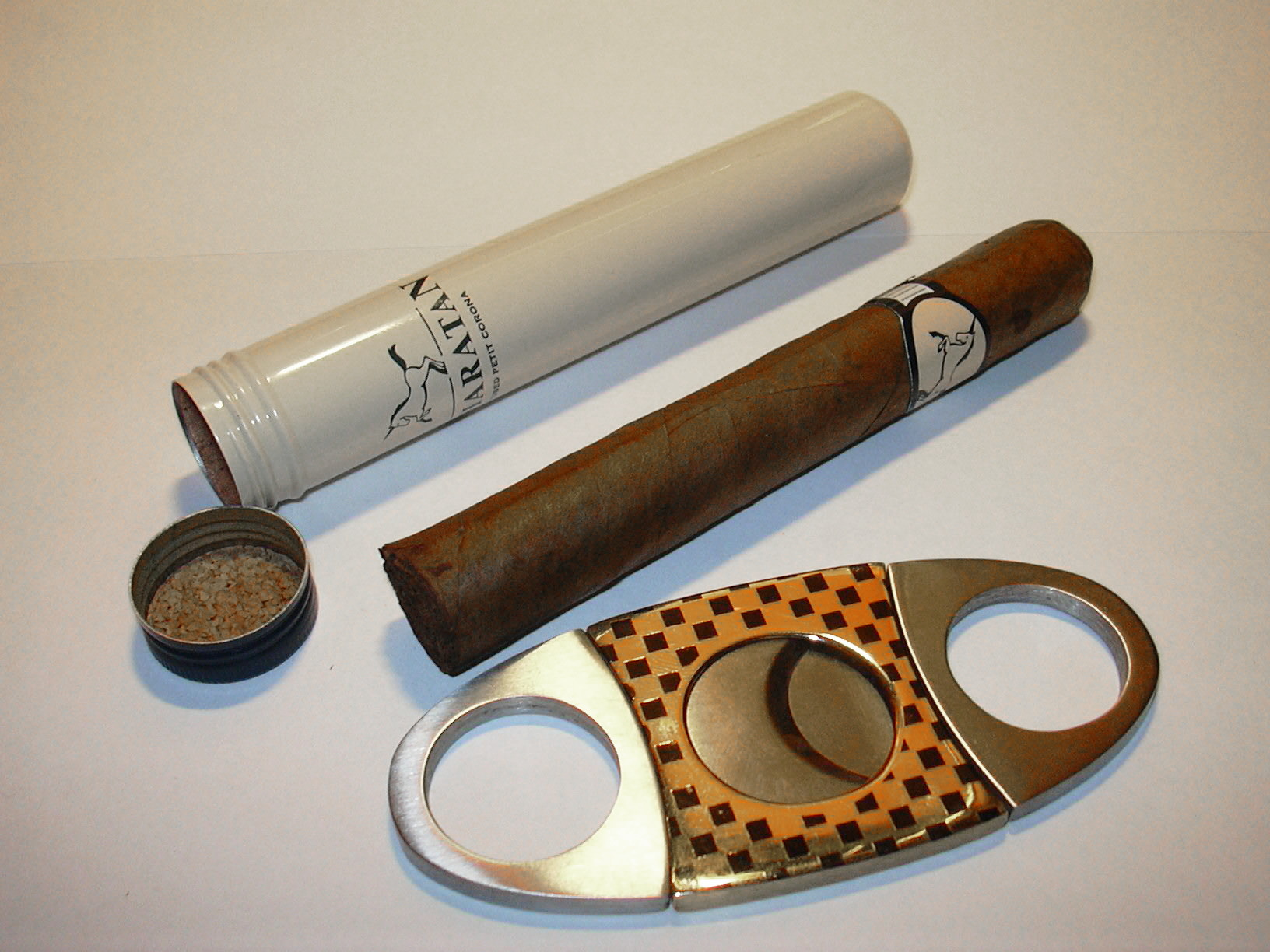
Un puro con un cortapuros

El cortapuros es un utensilio empleado para cortar el extremo de un puro y abrir así el tiro del humo. El cortapuros permite realizar un corte limpio y uniforme al cigarro dañando mínimamente la estructura del mismo. 
Existen gran variedad de cortapuros entre los que se pueden destacar los siguientes:
- Cortapuros de guillotina. Consiste en un marco por el que se introduce el puro y una hoja metálica vertical que se presiona para cortar su extremo.
- Cortapuros de doble guillotina. Similar al anterior, consta de dos láminas de metal que cortan el extremo del puro de forma simétrica partiendo desde dos puntos opuestos. El corte se considera más perfecto que el anterior al incidir en dos puntos del puro.
- Cortapuros de alicate. Actúa sobre el puro a modo de pinza.
- Cortapuros circular. A diferencia de los anteriores no practica un corte plano sino circular. Fue introducido en el mercado por la marca de puros Davidoff.
- Cortapuros de cuña. Es uno de los más populares.
- Tijeras.

En general, se considera que los cortapuros de sobremesa realizan un corte más perfectos que los de bolsillo al proporcionar una base firme en la que apoyar los puros permitiendo inmovilizarlos. Como utensilio similar, se puede mencionar el punzón cuya misión no es la de practicar un corte en el puro sino la de perforarlo para provocar la salida del humo a través de las hojas. 